# 卡利梅拉
卡利梅拉（義大利語：Calimera），是意大利莱切省的一个市镇。总面积11.14平方公里，人口7287人，人口密度654.1人/平方公里（2009年）。ISTAT代码为075010。